# Иоанн де Индагине
Иоанн де Индагине (нем. Johannes ab Indagine), он же Йоханнес из Хагена, нем. Johannes von Hagen (около 1467 — 27 марта 1537) — немецкий монах-картезианец, астролог, натурфилософ.

## Биография

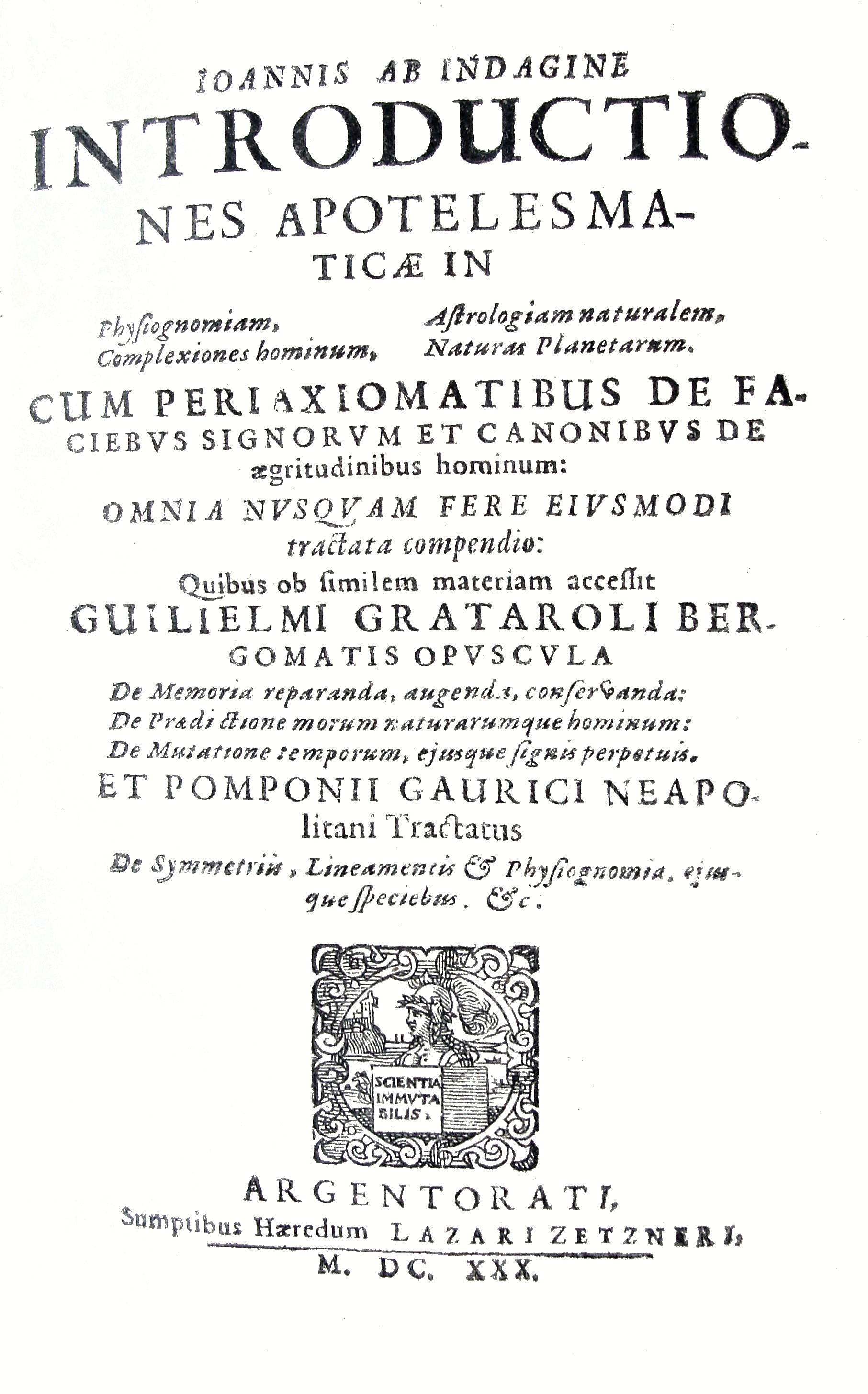
Титульная страница труда Introductiones apotelesmaticae ...

Служил приходским священником в Штайнхайме, деканом приюта во Франкфурте.

## Работы Иоанна де Индагине
Основные сочинения Иоанна из Индагине посвящены мистике, естественной истории и астрологии. В трудах по астрологии он отстаивает «естественную астрологию» (связанную исключительно с наблюдением за небесными телами) против астрологии спекулятивной. Ему же принадлежат труды по физиогномике и хиромантии. Итоговый труд Иоганна из Индагине «Introductiones apotelesmaticae in Physiognomiam, Astrologiam naturalem, Complexiones hominum, Naturas Planetarum» (1522) был крайне популярен в XVI—XVII вв., переведён на многие европейские языки и включён папой Павлом IV в 1559 г. в список запрещённых книг.